# Cullom
Cullom és una població dels Estats Units a l'estat d'Illinois. Segons el cens del 2000 tenia 563 habitants.

## Demografia
Segons el cens del 2000, Cullom tenia 563 habitants, 248 habitatges, i 155 famílies. La densitat de població era de 701,2 habitants/km².
Dels 248 habitatges en un 29,4% hi vivien nens de menys de 18 anys, en un 52,8% hi vivien parelles casades, en un 6,5% dones solteres, i en un 37,5% no eren unitats familiars. En el 34,3% dels habitatges hi vivien persones soles el 17,7% de les quals corresponia a persones de 65 anys o més que vivien soles. El nombre mitjà de persones vivint en cada habitatge era de 2,27 i el nombre mitjà de persones que vivien en cada família era de 2,97.
Per edats la població es repartia de la següent manera: un 26,1% tenia menys de 18 anys, un 6,6% entre 18 i 24, un 25,8% entre 25 i 44, un 20,6% de 45 a 60 i un 21% 65 anys o més.
L'edat mediana era de 38 anys. Per cada 100 dones de 18 o més anys hi havia 84,1 homes.
La renda mediana per habitatge era de 31.042 $ i la renda mediana per família de 46.406 $. Els homes tenien una renda mediana de 40.221 $ mentre que les dones 25.500 $. La renda per capita de la població era de 17.207 $. Aproximadament l'1,9% de les famílies i el 5,3% de la població estaven per davall del llindar de pobresa.

## Poblacions més properes
El següent diagrama mostra les poblacions més properes.